# ドナ (リッチー・ヴァレンスの曲)
「ドナ」（Donna）は、リッチー・ヴァレンスが1958年に発表した楽曲。

## 概要
ヴァレンスはサンフェルナンド高校時代からの恋人、ドナ・ルドウィグ（Donna Ludwig）のために本作品を書いた。録音はロサンゼルスのゴールド・スター・スタジオで行われた。アール・パーマーがドラムズを叩き、バディ・クラークがベースを弾いている。
1958年、「Come On, Let's Go」に続くセカンド・シングルとして発売される。B面は「ラ・バンバ」であった。
1959年2月3日、ヴァレンスは、バディ・ホリー、ビッグ・ボッパーと共に飛行機墜落により死亡。「ドナ」は彼の死後、2月28日から3月7日にかけて2週連続でビルボード・Hot 100の2位を記録し、ゴールドディスクに輝いた。また「ラ・バンバ」も同チャートの22位に到達した。

## カバー・バージョン
|        | アーティスト名           | レコード                                                            |
| ------ | ------------------------ | ------------------------------------------------------------------- |
| 1959年 | マーティー・ワイルド     | シングル                                                            |
| 1959年 | クリフ・リチャード       | 『Cliff』                                                           |
| 1961年 | ボビー・ヴィー           | 『Bobby Vee Sings Hits of the Rockin' '50's』                       |
| 1962年 | フリートウッズ           | 『The Fleetwoods Sing The Best Goodies Of The Oldies - Volume One』 |
| 1963年 | ディオン                 | 『Donna the Prima Donna』                                           |
| 1963年 | ジョニー・ティロットソン | 『You Can Never Stop Me Loving You』                                |
| 1972年 | ゲイリー・グリッター     | 『Glitter』                                                         |
| 1972年 | ダニー・オズモンド       | 『Too Young』                                                       |
| 1972年 | ヤングブラッズ           | 『High on a Ridge Top』                                             |
| 1973年 | シドニー・ディヴァイン   | 『Country』                                                         |
| 1987年 | ロス・ロボス             | 映画『ラ★バンバ』のサウンドトラック                                 |
| 2003年 | ミスフィッツ             | 『Project 1950』                                                    |